# Sarpedonte (figlio di Laodamia)

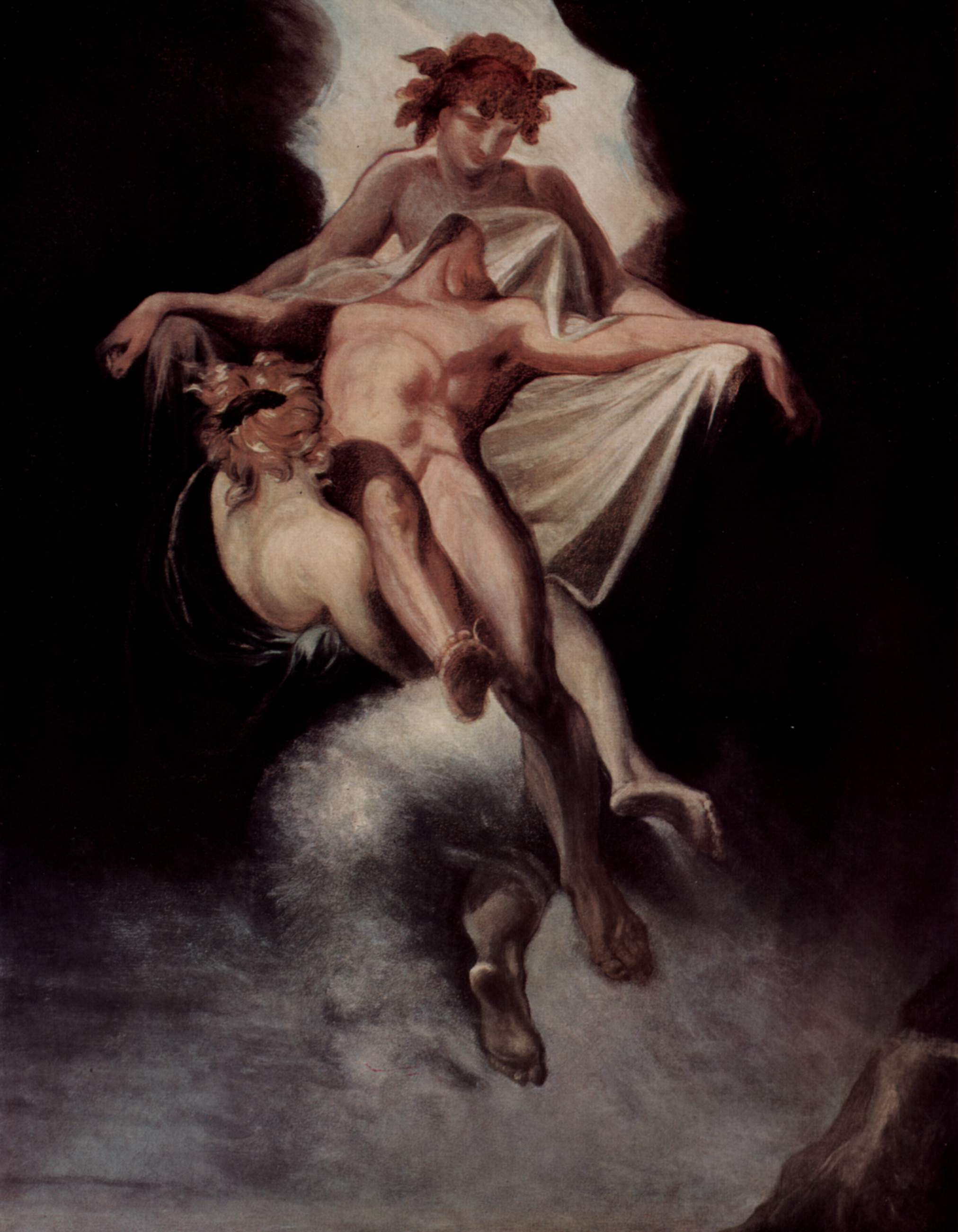
Il Sonno e la Morte conducono verso la Licia il cadavere di Sarpedonte, opera di Johann Heinrich Füssli, 1803, Zurigo, Sammlung Haus Rechberg.

Sarpedonte (in greco antico: Σαρπηδών?, Sarpēdṑn) è nella mitologia greca il nome di un semidio alleato di Troia durante la famosa guerra della mitologia greca: era figlio di Zeus e di Laodamia, a sua volta figlia di Bellerofonte e sorella di Isandro e Ippoloco.

## Il mito

### Nascita e infanzia
Ancora giovane, Laodamia fu amata da Zeus, e da lui generò un figlio, il piccolo Sarpedonte. Gli zii del bambino, Isandro e Ippoloco, quando egli era ancora un bambino stabilirono di disputare una gara per vedere chi di loro sarebbe salito al trono. Insieme proposero di appendere al petto di un bambino un anello d'oro e di scoccare una freccia attraverso quel difficile bersaglio. Sorse tuttavia una lite a proposito del bambino da utilizzare come vittima; ciascuno di loro infatti reclamò il figlio dell'altro.
Per impedire una lotta fratricida, Laodamia intervenne, offrendosi di legare al collo del figlio Sarpedonte il fatidico anello. Di fronte a questo gesto di puro coraggio, i due fratelli rinunciarono alle loro pretese e affidarono il regno a Sarpedonte, il quale, cresciuto, regnò sul suo popolo associando poi al trono il giovane cugino Glauco, figlio di Ippoloco.

### Nella guerra di Troia
Quando Paride, figlio di Priamo, rapì da Sparta la regina Elena, moglie di Menelao e sorellastra di Sarpedonte, provocando una dichiarazione di guerra da parte di Agamennone e di tutti i capi Achei, il figlio di Zeus, pur avanti negli anni, abbandonò la moglie e il figlio ancora neonato nella sua terra per accorrere in aiuto dei Troiani. Egli partì insieme al figlio illegittimo Antifate (avuto da una schiava), ai due fratellastri Claro e Temone (figli di Laodamia e di un mortale non noto) e a Glauco (che gli fu sempre fedelissimo compagno) con grandi truppe di guerrieri della Licia, provenienti dall'intera regione dell'Asia Minore.

#### Combattimento contro Tlepolemo

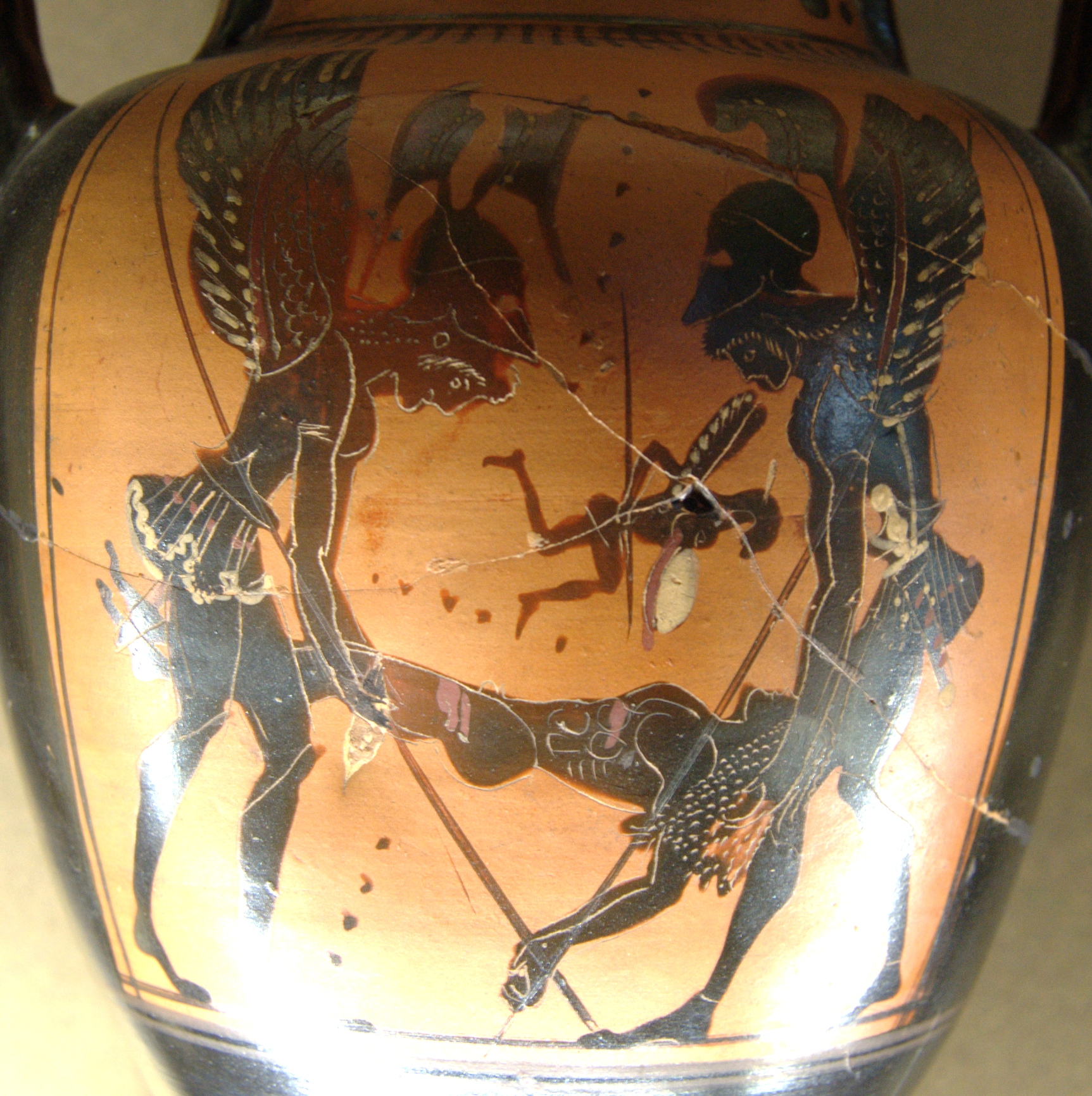
Morte di Sarpedonte, particolare di un'anfora Attica a figure nere, 500-490 a.C., dall'Italia, Parigi, Musée du Louvre.

Nel bel mezzo della battaglia, quando Pandaro venne ucciso ed Enea fu colpito gravemente da Diomede, Sarpedonte avanzò verso Ettore e lo rimproverò aspramente per il suo comportamento privo di ferocia e foga nei confronti dei nemici; le sue parole provocatorie irritarono particolarmente l'eroe troiano, il quale tornò in battaglia e continuò a fare vittime. Ad un certo punto Tlepolemo, il valoroso guerriero acheo, figlio di Eracle, quasi spinto dalla Moira, si apprestò a raggiungere Sarpedonte e lo oltraggiò, criticandolo per la sua vigliaccheria e il timore della battaglia.
(Commento di Tlepolemo Omero, Iliade, cap. V, versi 633-637)
Furente, Sarpedonte replicò duramente in risposta. Poi scagliò l'asta di frassino contro di lui, nello stesso momento in cui Tlepolemo ricambiava il colpo. Sarpedonte colse il nemico in pieno collo, coprendogli gli occhi con la morte tenebrosa; l'asta scagliata da Tlepolemo non fu comunque vana, ma colpì l'avversario alla coscia, penetrando fino all'osso, tanto che la Moira passò davanti al giovane eroe, ma venne subito allontanata dal padre Zeus, che molto teneva alla vita del figlio.
Quando i compagni di Sarpedonte videro il loro comandante caduto e ferito gravemente, accorsero e lo condussero fuori dalla battaglia per farlo riprendere.
Sarpedonte, accortosi ben presto che molti dei suoi uomini cadevano uccisi per mano di Ulisse, invocò Ettore, chiedendo al colmo delle lacrime il suo aiuto; ma l'eroe troiano rifiutò duramente, scavalcando il suo corpo e procedendo nei combattimenti. Ben presto il capo licio venne portato in salvo dai compagni e disteso sotto la sacra quercia del padre; qui, il fedele amico Pelagonte gli trasse fuori l'arma e, grazie al soffio di Borea, egli poté riacquistare i sensi.
Partecipò allo scontro presso le navi, dove brillò per coraggio ed eroicità. Protetto dal padre Zeus, incitò i guerrieri lici a superare le mura di cinta greche e uccidendo il guerriero greco Alcmaone, figlio di Testore, mentre cercava di fermarlo ad ogni costo. Infine riuscì addirittura a respingere, senza uccidere, Aiace Telamonio e suo fratello Teucro e ad uccidere  Euripilo trafiggendolo a morte. Insieme agli altri comandanti troiani portò soccorso ad Ettore ferito a causa di un macigno.

#### Contro l'accampamento acheo
Nonostante i presagi e le condizioni fossero perlopiù sfavorevoli ai Troiani, Ettore contò solo sul suo valore in battaglia e sulla paura che incuteva nei nemici e stabilì di attaccare direttamente l'accampamento acheo, per giungere sino alle loro navi. Il suo consigliere Polidamante lo convinse ad essere più cauto nelle sue mosse, invitandolo a dividere in gruppi l'esercito e a posizionarne ciascuno di fronte alle varie porte della muraglia.
L'eroe troiano ascoltò il saggio consiglio dell'amico e impartì a ciascun capitano troiano l'ordine di organizzare un proprio gruppo.

#### La morte

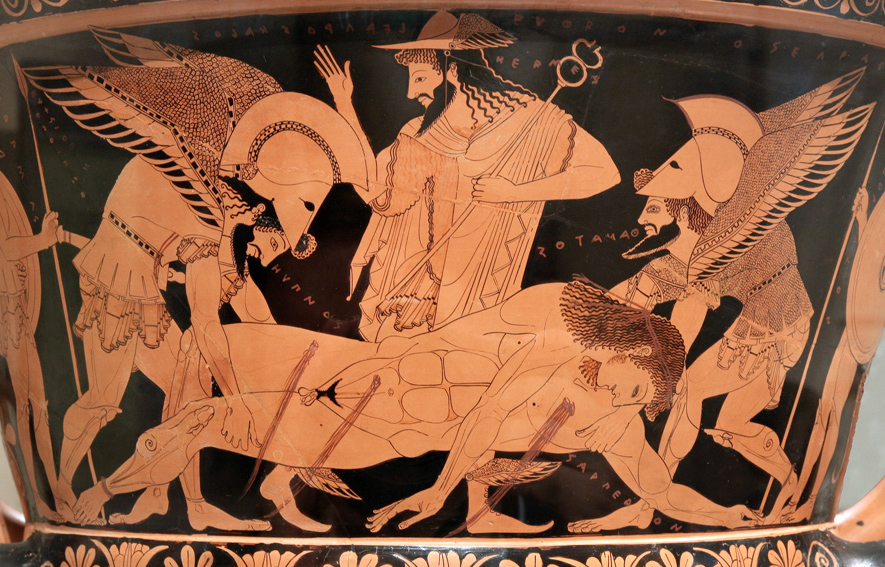
Morte di Sarpedonte mentre Hermes osserva, Cratere di Eufronio, con iscrizione: HVPNOS-HERMES-θΑΝΑΤΟS (515 a.C.), Attica.

Affrontò Patroclo, che indossava le armi d'Achille, ma riuscì soltanto a uccidere Pedaso (l'unico cavallo mortale del Pelide) e finendo però egli stesso trafitto dalla lancia dell'eroe greco. Quando i greci iniziarono ad infierire sul suo corpo senza vita, intervenne Zeus che inviò Ipno (il Sonno) e Tanato (la Morte), i quali lo portarono in Licia dove ricevette gli onori funebri, come era stato stabilito dagli dei.

## Approfondimenti

### Guerrieri lici giunti a Troia
L'elenco seguente nomina i più importanti guerrieri lici che accompagnarono Sarpedonte alla guerra di Troia.
- Agide, che si aggregò ad Enea dopo la caduta di Troia, morendo nella guerra italica (Virgilio, Eneide, libro X).
- Alastore, ucciso da Odisseo (Omero, Iliade, libro V, verso 677).
- Alcandro, ucciso da Odisseo (Omero, Iliade, libro V, verso 678).
- Alio, ucciso da Odisseo (Omero, Iliade, libro V, verso 678).
- Antifate, figlio illegittimo di Sarpedonte, unitosi ad Enea dopo la caduta di Troia; ucciso da Turno nella guerra italica (Virgilio, Eneide, libro IX).
- Atimnio, ucciso da Antiloco (Omero, Iliade, libro XVI, versi).
- Claro, fratellastro di Sarpedonte, unitosi ad Enea dopo la caduta di Troia; ucciso da Turno nella guerra italica (Virgilio, Eneide, libri X, XII).
- Cerano, ucciso da Odisseo (Omero, Iliade, libro V, verso 677).
- Cromio, ucciso da Odisseo (Omero, Iliade, libro V, verso 677).
- Epicle, ucciso da Aiace Telamonio (Omero, Iliade, libro XII, versi 378-386).
- Glauco, cugino di Sarpedonte.
- Maride, ucciso da Trasimede (Omero, Iliade, libro XVI).
- Menete, ucciso da Achille (Ovidio, Metamorfosi, libro XII).
- Noemone, ucciso da Odisseo (Omero, Iliade, libro V, verso 678).
- Oronte, che divenne capo militare delle truppe licie dopo le uccisioni di Sarpedonte e Glauco; unitosi a Enea dopo la caduta di Troia, morì nel naufragio della sua nave (Virgilio, Eneide, libri I e VI).
- Pelagonte, intimo amico di Sarpedonte (Omero, Iliade, libro V, versi 695-696).
- Pritani, ucciso da Odisseo (Omero, Iliade, libro V, verso 678).
- Scilaceo, ferito da Aiace d'Oileo (Quinto Smirneo, Posthomerica, libro X, versi 147 ss.).
- Temone, fratellastro di Sarpedonte, unitosi ad Enea dopo la caduta di Troia e ucciso da Turno nella guerra italica (Virgilio, Eneide, libri X, XII).
- Trasidemo, scudiero e auriga di Sarpedonte, ucciso da Patroclo (Omero, Iliade, libro XVI, versi 463-465).

Atimnio e Maride erano i due giovani figli di Amisodaro, il custode della Chimera, che era stata uccisa da Bellerofonte, avo di Sarpedone.

### Vittime di Sarpedonte
L'elenco seguente fa menzione dei guerrieri achei che Sarpedonte uccise lottando contro gli Achei: secondo Gaio Giulio Igino, egli uccise due guerrieri, ma le versioni riguardo a ciò sono piuttosto contrastanti.
1. Antifo, capitano acheo, figlio di Tessalo e nipote di Eracle, fratello di Fidippo (Igino, Fabula, 113).
2. Tlepolemo, figlio di Eracle, rifugiatosi a Rodi dopo aver commesso un delitto involontario (Omero, Iliade, libro V, versi 655-659).
3. Alcmaone, guerriero acheo, figlio di Testore (Omero, Iliade, libro XII, versi 393-396).
4. Fere, figlio di Admeto, valoroso guerriero acheo (Darete il Frigio, 26).
5. Pedaso, non si tratta di un guerriero nemico ma dell'unico cavallo mortale di Achille, a differenza di Balio e Xanto, cavalli immortali. Sarpedonte uccise l'equino (credendo che Patroclo fosse Achille, poiché aveva indosso le sue armi), finendo però egli stesso trafitto dalla lancia dell'eroe (Omero, Iliade, libro XVI, versi 466-469).

### Culto
Nella Licia il suo nome era oggetto di culto eroico, a suo nome furono fondate diverse città del tempo a conferma dell'importanza che avesse il suo nome (o quello degli omonimi).

### Sarpedonte nell'Eneide
Virgilio ricorda varie volte Sarpedonte nell'Eneide: nel libro I Enea, evocando i grandi morti di Troia, lo definisce "grande" (ingens, v.100); nel IX libro è descritta la morte del figlio illegittimo Antifate, ucciso da Turno nel corso della guerra tra troiani e italici (v. 697); nel X libro, Giove rievoca con commozione ad Alcide (Ercole) la morte del proprio figlio Sarpedonte Troiae sub moenibus altis, come altri figli di dèi (vv. 469-471); nel XII, Turno uccide in combattimento anche i due fratellastri del re licio, Claro e Temone.

### Fonti
- Omero, Iliade
- Pseudo-Apollodoro, Biblioteca
- Igino, Fabulae
- Pindaro, Pitiche III, versi 110-115
- Ovidio, Metamorfosi
- Virgilio, Eneide

### Traduzione delle fonti
- Fausto Codino (a cura di), Iliade di Omero, traduzione di Rosa Calzecchi Onesti, 1ª ed., Torino, Einaudi, 2006, ISBN 88-06-11848-X.
- Rosa Calzecchi Onesti, Eneide di Virgilio, 1ª ed., Torino, Einaudi, 2006, ISBN 88-06-11613-4.

### Moderna
- Anna Ferrari, Dizionario di mitologia, Litopres, UTET, 2006, ISBN 88-02-07481-X.
- Robert Graves, I miti greci, Milano, Longanesi, ISBN 88-304-0923-5.
- Pierre Grimal, Dizionario di mitologia, Parigi, Garzanti, 2005, ISBN 88-11-50482-1.
- Angela Cerinotti, Miti dell'antica Grecia e di Roma Antica, Verona, Demetra, 1998, ISBN 978-88-440-0721-8.
- Felice Ramorino, Mitologia Classica illustrata, Milano, Ulrico Hoepli, 2004, ISBN 88-203-1060-0.
- Gaetana Miglioli, Romanzo della mitologia dalla A alla Z, Firenze, G. D'Anna, 2007, ISBN 88-8104-731-4.